# 馬恩山
47°24′44″N 11°30′28″E / 47.41229°N 11.50786°E

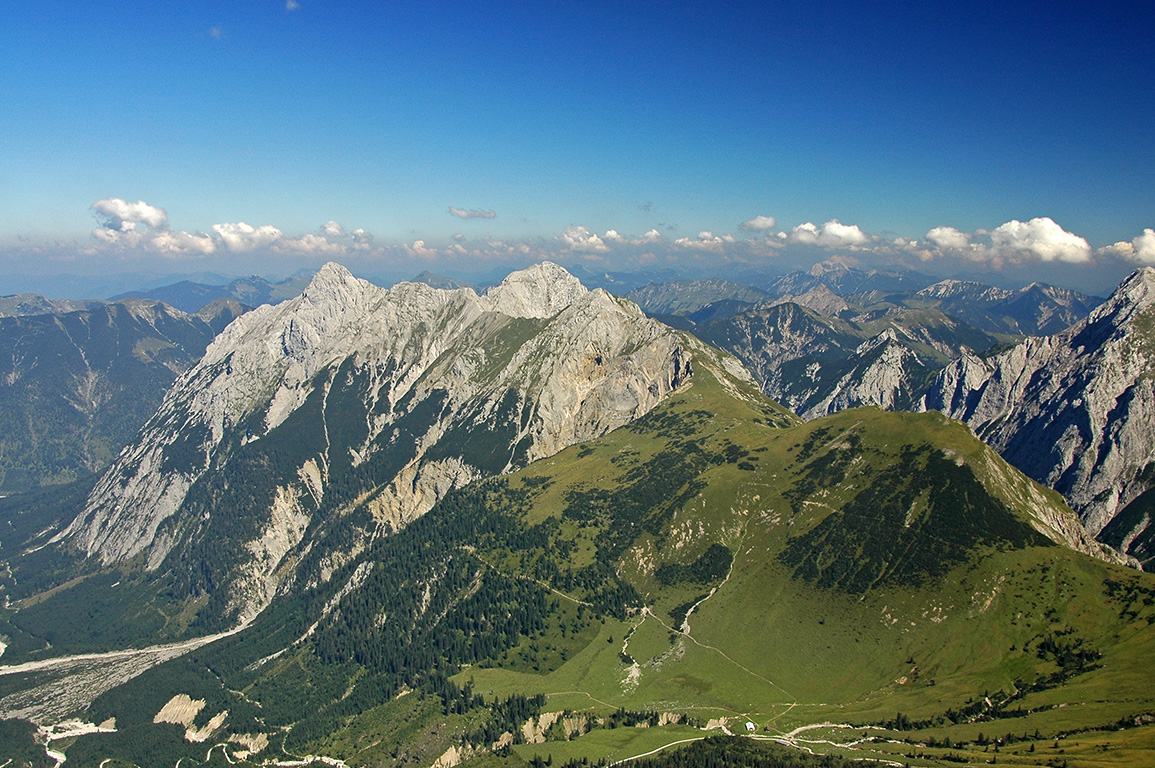

馬恩山（德語：Mahnkopf），是奧地利的山峰，位於該國西部，由蒂羅爾州負責管轄，屬於卡爾文德爾山脈的一部分，距離施泰因法爾克山1.1公里，海拔高度2,094米，每年平均降雨量1,806毫米，